# Arc (Album)
Bei Arc, das den Untertitel a compilation composition by Neil Young trägt, handelt es sich um eine knapp 35-minütige Vermischung von Liedanfängen und -enden, die während der Nordamerika-Tour von Neil Young & Crazy Horse 1991 aufgenommen wurden. Zu hören ist eine Klangcollage aus Lärm, Gitarren-Feedback und Gesangsschnipseln.
Zum Teil wurde Arc zusammen mit dem während derselben Tour aufgenommenen Live-Album Weld als Special limited edition (3 CDs) unter dem Titel Arc-Weld veröffentlicht.
Schon in den 1980er Jahren experimentierte Neil Young auf einem Video mit dem Zusammenschnitt von Liedanfängen und -enden. Angeregt von Thurston Moore, der 1991 mit seiner Band Sonic Youth im Vorprogramm von Young & Crazy Horse spielte, produzierte Young dann Arc.